# トランス7
トランス7(インドネシア語: Trans7)は、南ジャカルタに拠点を置くインドネシアの地上波テレビチャンネル。